# Northrop T-38 Talon
Northrop T-38 Talon je americký nadzvukový proudový cvičný letoun. Byl prvním nadzvukovým cvičným letounem. Zároveň se stal nejrozšířenějším letounem v této kategorii. Letouny T-38 jsou stále provozovány řadou letectev, včetně USA, které jich dosud provozují nejvíce. Z konstrukce T-38 vychází lehké stíhací letouny Northrop F-5 Freedom Fighter a typy z něj odvozené.
V roce 2019 byl T-38 v provozu už více než 50 let u původního operátora, letectva Spojených států.
V září 2018 letectvo oznámilo nahrazení Talonu letounem Boeing T-7 Red Hawk s postupným vyřazováním, které má začít v roce 2023.

## Vývoj

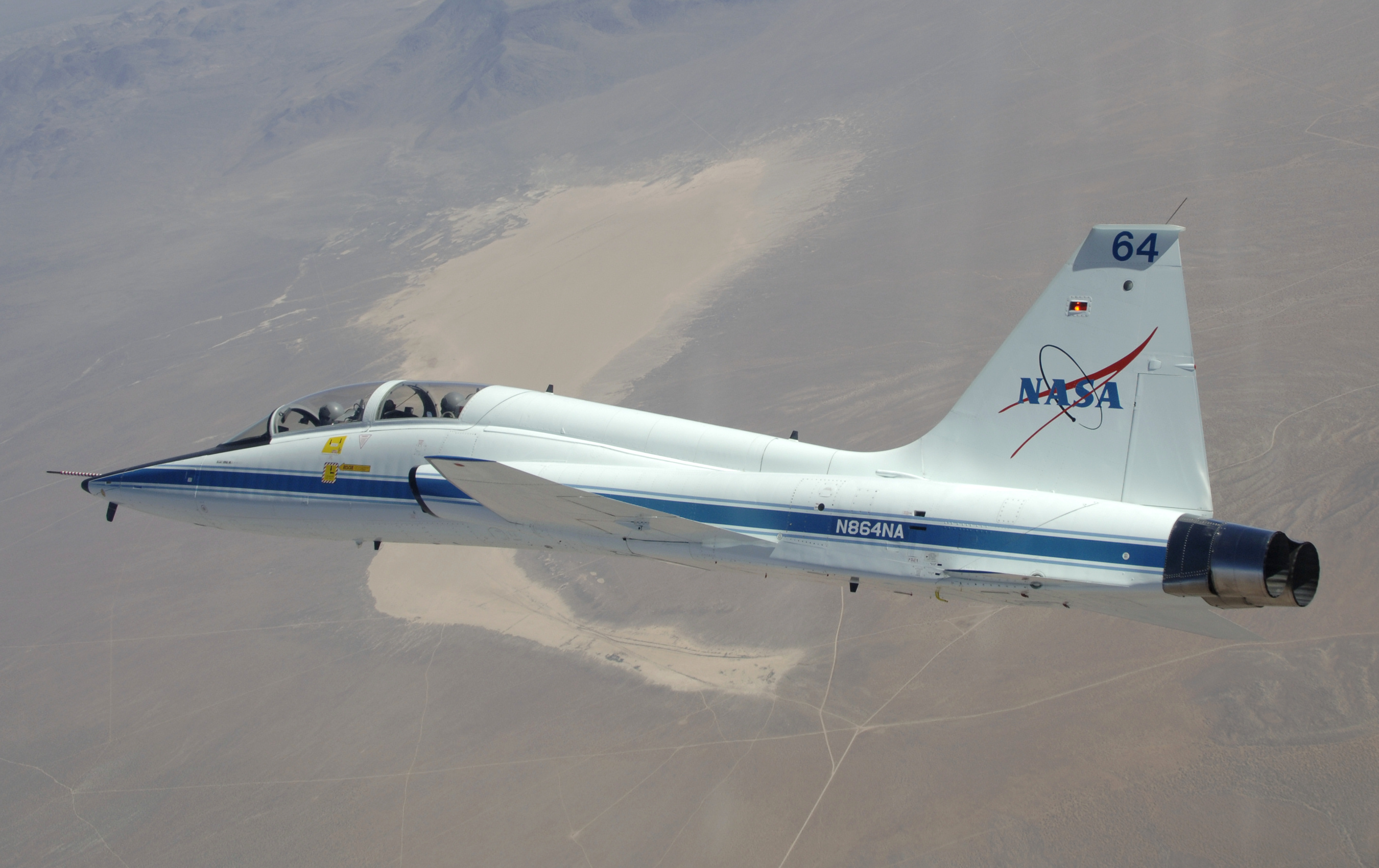
T-38 provozovaný vesmírnou agenturou NASA za letu nad plání Cuddeback Lake v Mohavské poušti

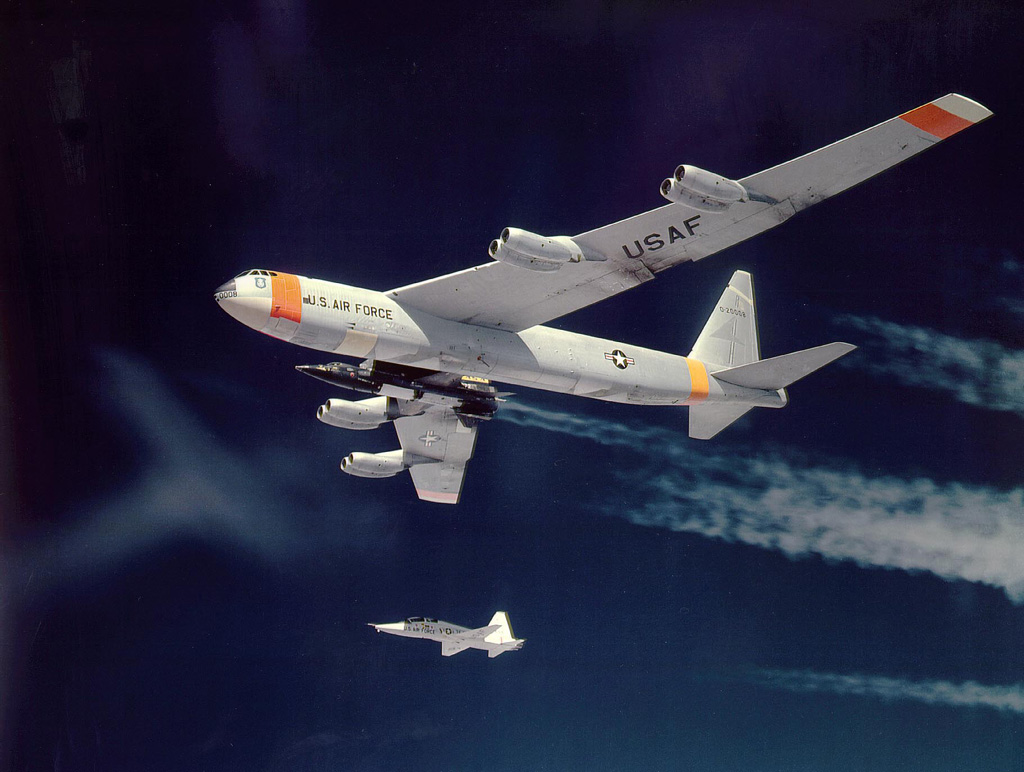
Experimentální letoun X-15 podvěšený pod mateřským letounem NB-52B v doprovodu stroje T-38. Rok 1961.

Typ T-38 Talon byl firmou Northrop vyvíjen z vlastní iniciativy od poloviny 50. let 20. století jako cvičná varianta lehkého stíhacího letounu označeného N-156. Vývojový tým vedl Edgar Schmued, známý už svými letouny P-51 Mustang, F-86 Sabre a F-100 Super Sabre. Velení letectva v té době nemělo o lehké stíhací letouny zájem, ale postrádalo náhradu za svůj hlavní cvičný letoun Lockheed T-33 Shooting Star, což o osudu letounu rozhodlo. První ze tří postavených prototypů YT-38 (sériové číslo 58-1191) vzlétl 10. dubna 1959 z Edwardsovy letecké základny. V kokpitu byl zkušební pilot Lewis A. Nelson. Vývoj letounu pokračoval rychle. Dva prototypy YT-38 byly upraveny na verzi YT-38A, která byla letectvem objednána v sérii. V roce 1961 vstoupil typ do služby, kde doplnil letoun pro základní výcvik Cessna T-37. V letech 1959–1972 bylo závodem společnosti Northrop v Hawthorne v Kalifornii postaveno 1 187 letounů T-38. Předpokládá se, že na letounu bylo za dobu jeho služby vycvičeno na 50 000 pilotů. Americké letectvo je jedním z mála, které v současnosti provozuje nadzvukové cvičné letouny.
T-38 má konvenční koncepci s jednoduchou ocasní plochou, malým, tenkým křídlem a příďovým podvozkem. Pilot a instruktor sedí pod společným překrytem v tandemu. Letoun pohánějí dva motory, které mají vstupy vzduchu v kořenech křídla. Pro své vysoké výkony byl letoun přezdíván bílá raketa a v roce 1962 vytvořil několik rekordů ve stoupavosti.
Nejrozšířenější variantou letounu je T-38A, přičemž menší množství jich bylo upraveno pro cvičné střelby. Tyto letouny, označené AT-38B dostaly střelecký zaměřovač a závěsníky pro podvěšení výzbroje.
V roce 2003 americké letectvo stále provozovalo 562 Talonů, které byly průběžně modernizovány především firmou Boeing na standard T-38C. Počítalo se s tím, že budou vyřazeny až někdy okolo roku 2020. T-38C se liší průhledovým displejem (HUD), instalací GPS, Ground Proximity Warning System, TACAN a TCAS. Po této modernizaci, provedené mezi lety 2001 až 2007, byly modernizovány také pohonné jednotky, které ve verzi J85-GE-5R získaly lepší parametry, zejména vyšší maximální tah 14,7 kN. Celkem 456 strojů T-38 získalo v létech 2009 až 2014 nová vystřelovací sedadla Martin-Baker US16T. Strategické letectvo používalo letouny T-38 pro kondiční lety především u druhých pilotů strategických bombardérů.
V roce 2014 americké letectvo provozovalo 546 letounů T-38. Dalších deset mělo americké námořníctvo a patnáct NASA.
Dalšími uživateli letounu jsou německá Luftwaffe s 35 letouny T-38C, Portugalské letectvo provozovalo v létech 1977 až 1993 12 kusů, Turecké letectvo v rozmezí let 1979 až 1994 získalo na sedm desítek Talonů z přebytků USAF, Letectvo Korejské republiky používalo v období let 1999 až 2009 30 exemplářů, Letectvo Čínské republiky mělo od USAF pronajatých 40 exemplářů T-38A v období 1995-1998 a US Navy. V roce 2007 se turecké letectvo rozhodlo pro vlastní komplexní modernizaci avionického vybavení, kterou pověřilo domácí společnost Turkish Aerospace Industries. Zahrnovala například integraci HUD a po dvou MFD v každém kokpitu. První modernizovaný stroj označený T-38M byl dodán v dubnu 2012, celý program byl ukončen v roce 2015. Americká NASA a firma Boeing používají T-38 jako pokusný letoun. NASA je používá i k cvičným letům svých astronautů. Malé množství letounů je v soukromých rukou.
Lehká stíhací varianta projektu N-156 byla nakonec také realizována a vznikl tak blízký příbuzný T-38, typ Northrop F-5 Freedom Fighter. Mnoho letounů F-5 bylo po vyřazení zpětně přestavěno na cvičné T-38. Nejpokročilejší variantou typu byl Northrop F-20 Tigershark.

## Uživatelé

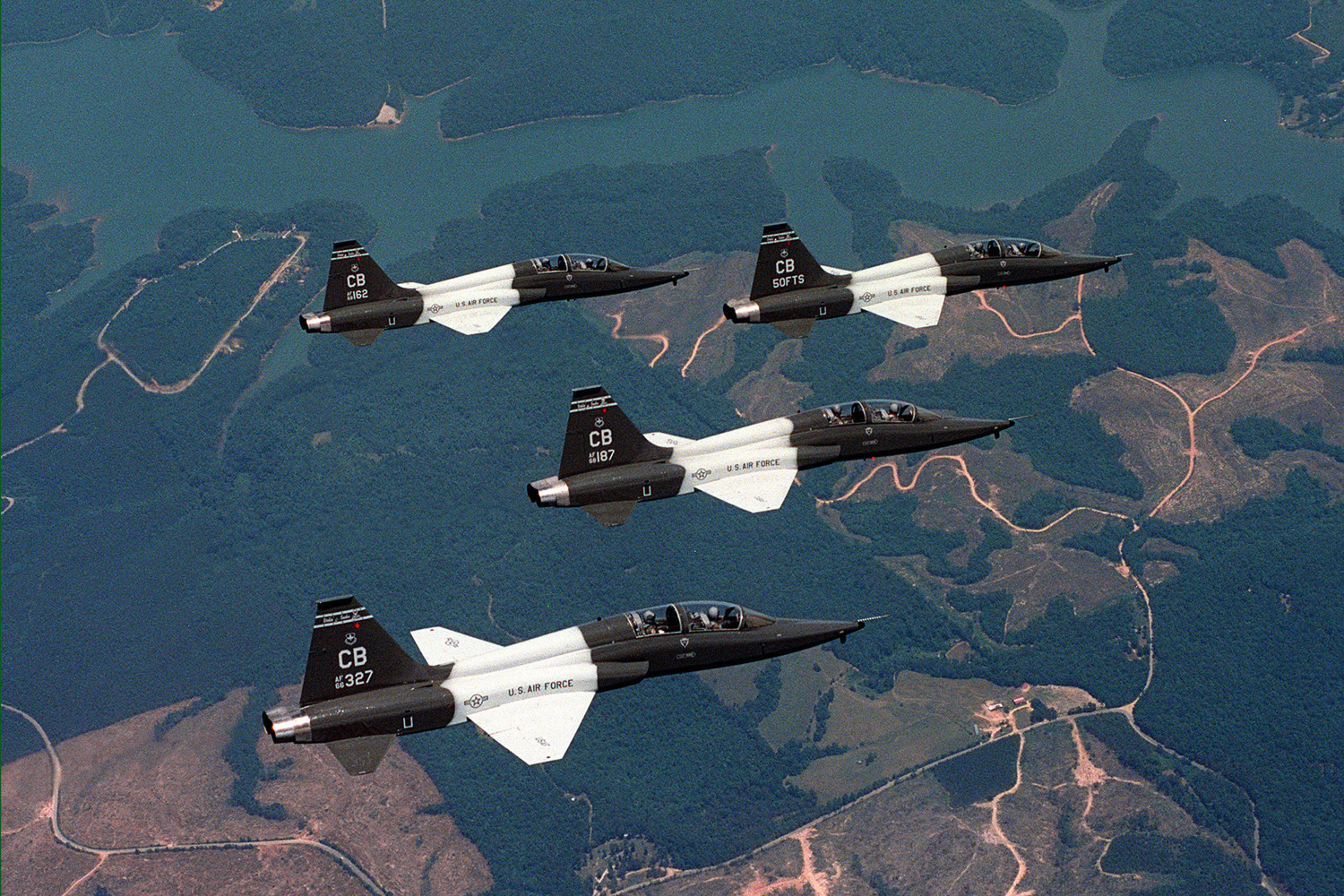
Formace letounů T-38C Talon amerického letectva

- Čínská republika
  - Letectvo Čínské republiky
- Jižní Korea
  - Letectvo Korejské republiky
- Německo
  - Luftwaffe
- Portugalsko
  - Portugalské letectvo
- Turecko
  - Turecké letectvo
- Spojené státy americké
  - United States Air Force
    - Thunderbirds

  - United States Navy
  - NASA

## Specifikace

### Technické údaje
- Posádka: 2
- Rozpětí: 7,7 m
- Délka: 14,14 m
- Výška: 3,92 m
- Nosná plocha: 16 m²
- Hmotnost prázdného letounu: 3270 kg
- Vzletová hmotnost: 5360 kg
- Max. vzletová hmotnost: 5670 kg
- Pohonná jednotka: 2 × proudový motor s forsáží General Electric J85-GE-5A
  - Tah motoru: 17,1 kN

### Výkony
- Nejvyšší rychlost: Mach 1,3 (1381 km/h)
- Dostup: 15 240 m
- Stoupavost: 170,7 m/s
- Dolet: 1835 km
- Plošné zatížení: 340 kg/m²